# 게이호쿠정 (교토부)
게이호쿠정(일본어: 京北町)은 2005년 4월 1일까지 일본 교토부 기타쿠와다군의 북부에 있던 정이다. 현재는 교토시 우쿄구의 일부이다.
1955년 3월 1일에 기타쿠와다군 남부의 1정 5촌 (슈잔정·우쓰촌·구로다촌·호소노촌·야마구니촌·유게촌)이 합병하여 성립하였다. '정'이름은 공모 과정에서 정해졌다. 1957년 4월 1일에 정내의 대지 히로카와라가 교토시에 편입되었다. 2005년 4월 1일에 정 전역이 교토시 우쿄구에 편입되어 소멸했다.

## 역사
- 1955년 3월 1일 - 기타쿠와다군 슈잔정, 우쓰촌, 구로다촌, 호소노촌, 야마구니촌, 유게촌이 신설합병해 성립하였다.
- 1957년 4월 1일 - 교토시 사쿄구(左京区)에 편입되었다.
- 2005년 4월 1일 - 교토시에 편입되었다, 동일 게이호쿠정은 폐지되었다.

## 산업

### 임업
마을 대부분이 삼림으로 기타야마 삼나무 마마루타 등의 산지로서 임업이 번성하였고 정내를 가쓰라 강이 횡단하여 교토 사가 등에 접속하고 있기 때문에 고대부터 수운을 이용한 교토의 중요한 재목 공급지였다.

## 교통

### 도로
- 국도 제162호선 (일본)(일본어판)
- 국도 제477호선 (일본)(일본어판)